# دين بيل (لاعب دوري الرغبي)
دين بيل (بالإنجليزية: Dean Bell)‏ هو لاعب دوري الرغبي نيوزيلندي، ولد في 29 أبريل 1962 في نيوزيلندا.